# Ким Дон Хён (боец)
Ким Дон Хён (кор. 김동현; 17 ноября 1981, Сувон) — корейский боец смешанного стиля, представитель полусредней весовой категории. Выступает на профессиональном уровне начиная с 2004 года, известен по участию в турнирах таких бойцовских организаций как UFC и Deep.

## Биография
Ким Дон Хён родился 17 ноября 1981 года в городе Сувон провинции Кёнгидо. Будучи ещё школьником начал практиковать дзюдо, позже освоил такие традиционные корейские дисциплины как хапкидо и тхэквондо. Во время обучения в университете регулярно выступал на любительских соревнованиях по дзюдо и самбо. Окончив университет, в 2001 году был призван проходить срочную службу в армии Южной Кореи, состоял в войсках морской пехоты. После демобилизации решил попробовать себя в смешанных единоборствах, проходил подготовку в Японии в одном зале с известными японскими бойцами, в частности ему доводилось спарринговать с Юсином Оками.
Дебютировал в ММА на профессиональном уровне в апреле 2004 года, провёл два боя в рамках местного корейского промоушена Spirit MC — в обоих боях одержал победу, однако по финансовым соображениям решил не продолжать карьеру в смешанных единоборствах. В 2006 году он всё же вернулся и подписал контракт с японской организацией Deep, где в течение сравнительно непродолжительного отрезка времени выиграл семь поединков. В октябре 2007 года оспорил титул чемпиона Deep в полусреднем весе, но не сумел взять верх над японцем Хидэхико Хасэгавой — по итогам трёх раундов в их поединке была зафиксирована ничья. Изначально Ким выходил драться с прозвищем Электрошокер (Stun Gun), но корейские болельщики прозвали его Цикадой (Maemi) за характерную манеру ведения поединка, при которой он быстро переводит соперника в партер, борется с ним и никуда из этой позиции не отпускает, как прицепившаяся к дереву цикада.
Получив некоторую известность, Ким Дон Хён перешёл в более престижную японскую организацию Pride Fighting Championships, но так и не провёл здесь ни одного боя, поскольку вскоре организация была поглощена американским гигантом Ultimate Fighting Championship. Бойцу предлагали подписать контракт с World Extreme Cagefighting, тем не менее, турниры этого промоушена не транслировались корейским телевидением, поэтому он отказался от этого контракта и попросил своих менеджеров договориться с крупнейшей организацией UFC, которая на тот момент уже транслировалась кабельным каналом Южной Кореи.
Дебют в UFC состоялся для него в мае 2008 года, Ким техническим нокаутом победил англичанина Джейсона Тэна и стал таким образом первым корейцем, кому удалось одержать победу в октагоне организации. В следующем поединке встретился с американцем Мэттом Брауном — встреча оказалась для него очень тяжёлой, его ослабила акклиматизация, к тому же его личный тренер не смог его секундировать из-за проблем с получением визы — в итоге он выиграл с большим трудом близким раздельным решением судей. В начале 2009 года в бою с Каро Парисяном проиграл крайне спорным раздельным решением, зрители в зале были недовольны, и многие эксперты также назвали победителем Кима. Так или иначе, позже оказалось, что Парисян провалил допинг-тест, в его пробе обнаружили следы запрещённых обезболивающих препаратов, в результате чего Атлетическая комиссия штата Невада признала прошедший поединок несостоявшимся.
Впоследствии Ким одержал победу единогласным решением судей над такими известными бойцами как Ти Джей Грант, Амир Садоллах и Нейт Диас. Первое официальное в карьере поражение потерпел в июле 2011 года, когда в первом же раунде был нокаутирован американцем Карлосом Кондитом. Далее выиграл единогласным решением у Шона Пирсона, но проиграл техническим нокаутом Демиану Майе. В период 2012—2014 годов сделал серию из четырёх побед подряд, в том числе заработал награды за лучший нокаут вечера и лучшее выступление вечера. Его победная серия прервалась после встречи с Тайроном Вудли, будущим чемпионом организации, который выиграл у него техническим нокаутом уже на второй минуте первого раунда. В 2015 и 2016 годах Ким Дон Хён одержал в UFC ещё три победы. По состоянию на январь 2017 года занимал седьмую строку в рейтинге бойцов UFC полусреднего веса.

## Статистика в профессиональном ММА
| Боёв 28         | Побед 22 | Поражений 4 |
| --------------- | -------- | ----------- |
| Нокаутом        | 9        | 3           |
| Сдачей          | 2        | 0           |
| Решением        | 11       | 1           |
| Ничьи           | 1        | 1           |
| Не состоявшихся | 1        | 1           |

| Результат    | Рекорд     | Соперник          | Способ                     | Турнир                                              | Дата             | Раунд | Время | Место             | Примечание                                                                  |
| ------------ | ---------- | ----------------- | -------------------------- | --------------------------------------------------- | ---------------- | ----- | ----- | ----------------- | --------------------------------------------------------------------------- |
| Поражение    | 22-4-1 (1) | Колби Ковингтон   | Единогласное решение       | UFC Fight Night: Holm vs. Correia                   | 17 июня 2017     | 3     | 5:00  | Каланг, Сингапур  |                                                                             |
| Победа       | 22-3-1 (1) | Тарек Саффедин    | Раздельное решение         | UFC 207                                             | 30 декабря 2016  | 3     | 5:00  | Лас-Вегас, США    |                                                                             |
| Победа       | 21-3-1 (1) | Доминик Уотерс    | TKO (удары руками)         | UFC Fight Night: Henderson vs. Masvidal             | 28 ноября 2015   | 1     | 3:11  | Сеул, Южная Корея |                                                                             |
| Победа       | 20-3-1 (1) | Джош Бёркмен      | Сдача (треугольник руками) | UFC 187                                             | 23 мая 2015      | 3     | 2:13  | Лас-Вегас, США    |                                                                             |
| Поражение    | 19-3-1 (1) | Тайрон Вудли      | TKO (удары руками)         | UFC Fight Night: Bisping vs. Le                     | 23 августа 2014  | 1     | 1:01  | Макао, Китай      |                                                                             |
| Победа       | 19-2-1 (1) | Джон Хэтэуэй      | KO (локтем с разворота)    | The Ultimate Fighter China Finale: Kim vs. Hathaway | 1 марта 2014     | 3     | 1:02  | Макао, Китай      | Лучшее выступление вечера.                                                  |
| Победа       | 18-2-1 (1) | Эрик Силва        | KO (удар рукой)            | UFC Fight Night: Maia vs. Shields                   | 9 октября 2013   | 2     | 3:01  | Баруэри, Бразилия | Лучший нокаут вечера.                                                       |
| Победа       | 17-2-1 (1) | Сияр Бахадурзада  | Единогласное решение       | UFC on Fuel TV: Silva vs. Stann                     | 3 марта 2013     | 3     | 5:00  | Сайтама, Япония   |                                                                             |
| Победа       | 16-2-1 (1) | Паулу Тиагу       | Единогласное решение       | UFC on Fuel TV: Franklin vs. Le                     | 10 ноября 2012   | 3     | 5:00  | Макао, Китай      |                                                                             |
| Поражение    | 15-2-1 (1) | Демиан Майя       | TKO (спазм мышцы)          | UFC 148                                             | 7 июля 2012      | 1     | 0:47  | Лас-Вегас, США    |                                                                             |
| Победа       | 15-1-1 (1) | Шон Пирсон        | Единогласное решение       | UFC 141                                             | 30 декабря 2011  | 3     | 5:00  | Лас-Вегас, США    |                                                                             |
| Поражение    | 14-1-1 (1) | Карлос Кондит     | KO (удары)                 | UFC 132                                             | 2 июля 2011      | 1     | 2:58  | Лас-Вегас, США    |                                                                             |
| Победа       | 14-0-1 (1) | Нейт Диас         | Единогласное решение       | UFC 125                                             | 1 января 2011    | 3     | 5:00  | Лас-Вегас, США    |                                                                             |
| Победа       | 13-0-1 (1) | Амир Садоллах     | Единогласное решение       | UFC 114                                             | 29 мая 2010      | 3     | 5:00  | Лас-Вегас, США    |                                                                             |
| Победа       | 12-0-1 (1) | Ти Джей Грант     | Единогласное решение       | UFC 100                                             | 11 июля 2009     | 3     | 5:00  | Лас-Вегас, США    |                                                                             |
| Не состоялся | 11-0-1 (1) | Каро Парисян      | NC (допинг)                | UFC 94                                              | 31 января 2009   | 3     | 5:00  | Лас-Вегас, США    | Парисян выиграл раздельным решением, но победа была отменена из-за допинга. |
| Победа       | 11-0-1     | Мэтт Браун        | Раздельное решение         | UFC 88                                              | 6 сентября 2008  | 3     | 5:00  | Атланта, США      |                                                                             |
| Победа       | 10-0-1     | Джейсон Тэн       | TKO (удары локтями)        | UFC 84                                              | 24 мая 2008      | 3     | 0:25  | Лас-Вегас, США    |                                                                             |
| Ничья        | 9-0-1      | Хидэхико Хасэгава | Ничья                      | Deep: 32 Impact                                     | 9 октября 2007   | 3     | 5:00  | Токио, Япония     | Бой за титул чемпиона Deep в полусреднем весе.                              |
| Победа       | 9-0        | Хидэхико Хасэгава | KO (слэм и удары)          | Deep: 31 Impact                                     | 5 августа 2007   | 3     | 4:57  | Токио, Япония     |                                                                             |
| Победа       | 8-0        | Юкихару Маэдзима  | KO (удары руками)          | Deep: CMA Festival 2                                | 23 июля 2007     | 1     | 0:11  | Токио, Япония     |                                                                             |
| Победа       | 7-0        | Хидэнобу Койкэ    | KO (удар рукой)            | Deep: 28 Impact                                     | 16 февраля 2007  | 2     | 4:33  | Токио, Япония     |                                                                             |
| Победа       | 6-0        | Дзюн Андо         | TKO (удары руками)         | Deep: 27 Impact                                     | 20 декабря 2006  | 2     | 0:44  | Токио, Япония     |                                                                             |
| Победа       | 5-0        | Коусэй Кубота     | KO (удар коленом)          | Deep: 26 Impact                                     | 10 октября 2006  | 1     | 2:46  | Токио, Япония     |                                                                             |
| Победа       | 4-0        | Томоёси Ивамия    | Единогласное решение       | Deep: 25 Impact                                     | 4 августа 2006   | 2     | 5:00  | Токио, Япония     |                                                                             |
| Победа       | 3-0        | Мицунори Танимура | Сдача (удушение сзади)     | Deep: CMA Festival                                  | 24 мая 2006      | 1     | 4:28  | Токио, Япония     |                                                                             |
| Победа       | 2-0        | Ким Хён Кван      | Единогласное решение       | Spirit MC 5: 2004 GP Unlimited                      | 11 сентября 2004 | 3     | 5:00  | Сеул, Южная Корея |                                                                             |
| Победа       | 1-0        | Но Ам Ён          | Единогласное решение       | Spirit MC 3: I Will Be Back!!!                      | 10 апреля 2004   | 3     | 5:00  | Сеул, Южная Корея |                                                                             |